# أكسفورد الغربية وأبينغدون (دائرة انتخابية في المملكة المتحدة)
اكسفورد الغربية وأبينغدون  (بالإنجليزية: Oxford West and Abingdon)‏ هي إحدى الدوائر الانتخابية في المملكة المتحدة الممثلة في مجلس العموم في برلمان المملكة المتحدة.
| السنة | عضو البرلمان    |
| ----- | --------------- |
| 1983  | جون باتن        |
| 1997  | إيفان هاريس     |
| 2010  | نيقولا بلاك وود |
| 2010  | ليلى موران      |